# Tisens

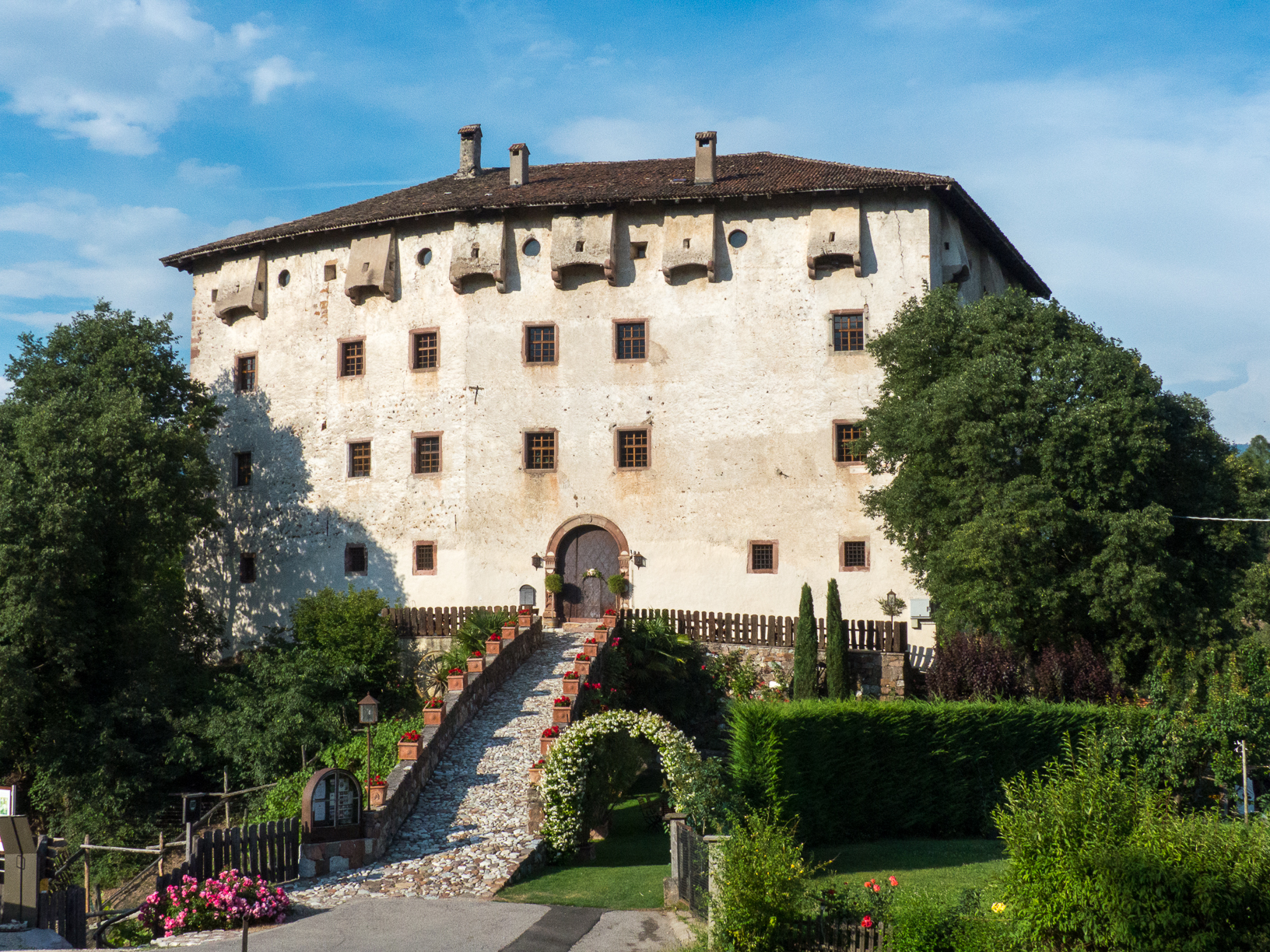
Schloss Katzenzungen

Tisens ([ˈtiˑsn̩s]; italienisch Tesimo) ist eine italienische Gemeinde mit 2015 Einwohnern (Stand 31. Dezember 2023) in Südtirol. Sie liegt im Etschtal südlich von Meran.

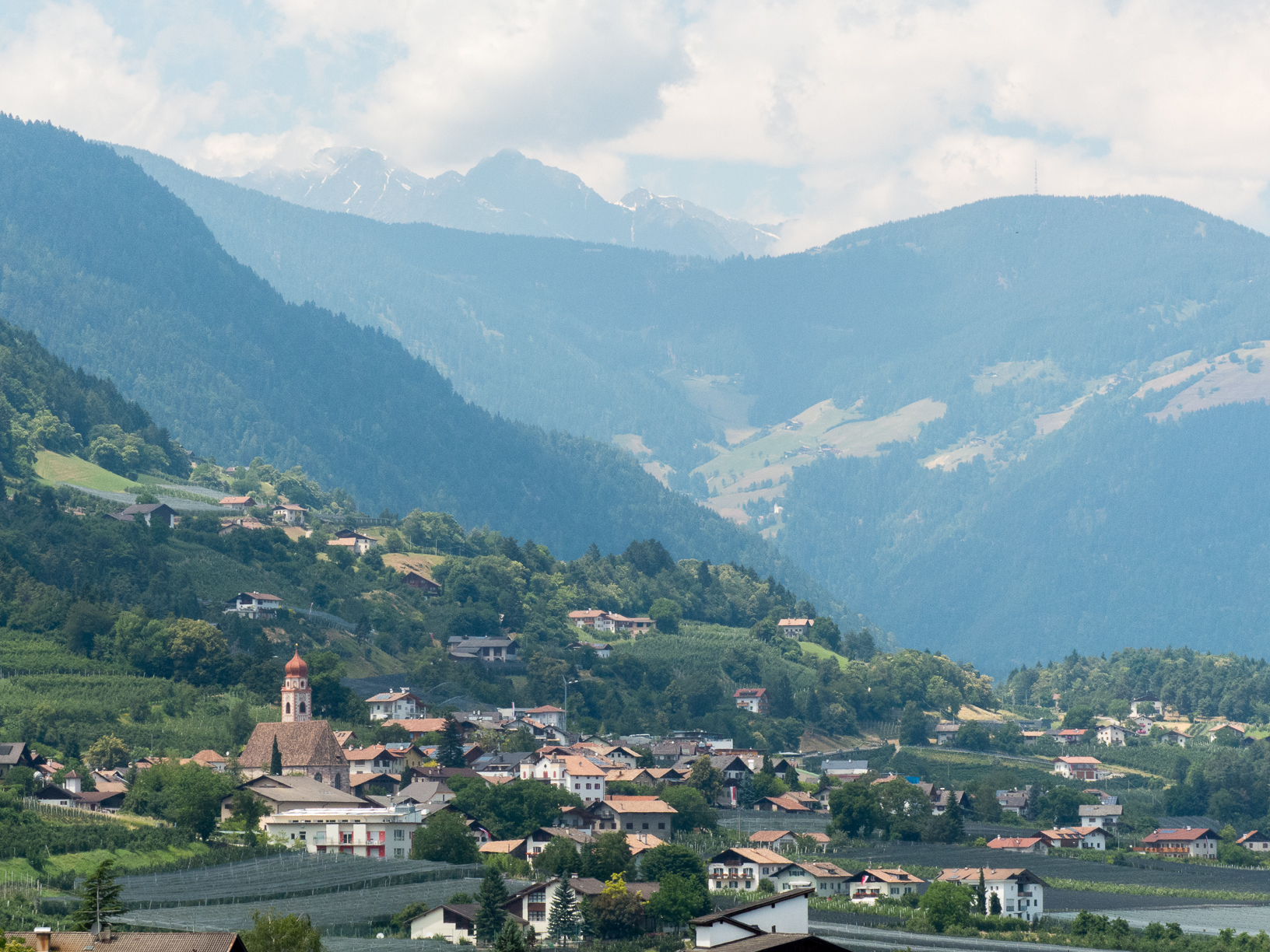
Blick auf Tisens

Besonders bekannt ist die Gemeinde durch die Tisner Edelkastanien. Jährlich findet dazu ein großes Fest im Oktober statt, welches den Namen „Keschtnriggl“ trägt.

## Geographie
Die Gemeinde Tisens befindet sich im Burggrafenamt im Etschtal zwischen Meran und Bozen auf der orographisch rechten, westlichen Talseite. Die beiden größten Siedlungen, der Hauptort Tisens (630 m) und Prissian (610 m), sowie die Weiler Grissian (850 m) und Naraun (680 m) liegen erhöht in einer Mittelgebirgslandschaft (Tisner Mittelgebirge). Nur ein relativ kleiner Teil des Gemeindegebiets erreicht die Sohle des Etschtals. Im Süden grenzt die Ortschaft Schernag (320 m) unmittelbar an den Ortskern von Nals. Im Westen steigt das Gemeindegebiet zu Höhenzügen der Nonsberggruppe an. Dort befinden sich zwei Bergfraktionen: Gfrill (1050 m) liegt direkt an der Straße zum Gampenpass (1518 m), der einen Übergang zum Deutschnonsberg bzw. ins Nonstal vermittelt; Platzers (1280 m), durch den Tisner Gall (1631 m) deutlich vom Etschtal abgesetzt, ist die höchstgelegene Siedlung der Gemeinde. Seine höchsten Punkte findet Tisens am Kleinen Laugen (2297 m) und an den nördlichen Ausläufern des Mendelkamms.

## Geschichte
Prähistorische Höhensiedlungen fand man auf Kasatsch und dem Kirchbühel von St. Christoph. Naraun gilt als ältester Siedlungsplatz Südtirols. Die Funde reichen bis in die Jungsteinzeit zurück und enden im Frühmittelalter. Hier stand womöglich das Langobardenkastell Tesana.
Das älteste Schriftzeugnis des Ortsnamens ist aus dem späten 8. Jahrhundert. Paulus Diaconus zählte in seiner Historia Langobardorum eine Reihe von Festungen auf, die durch die Franken 590 n. Chr. zerstört worden waren. Unter den Orten ist auch „Tesana“ verzeichnet. Die zweite Nennung erfolgte erst 1194 als „in plebe Teseni supra Nals“. 1221 ist „Tisin“ beurkundet.
1964 wechselte die Fraktion Sirmian ihre Gemeindezugehörigkeit von Tisens zu Nals.

## Politik
Bürgermeister seit 1945:
- Matthias Schwienbacher: 1945–1956
- Matthias Knoll: 1956–1964
- Josef Hillebrand: 1964–1967
- Johann Egger: 1967–1990
- Andreas Fabi: 1990–1992
- Thomas Knoll: 1992–2010
- Urban Mair: 2010–2014
- Christoph Matscher: 2014–2025
- Christoph Holzner: seit 2025

## Bevölkerung
Tisens ist gemäß den erhobenen Sprachgruppenzugehörigkeitserklärungen bzw. Sprachgruppenzuordnungserklärungen eine weitgehend deutschsprachige Gemeinde. Als Berechnungsgrundlage der folgenden Prozentwerte wurden die gültigen Erklärungen von Personen mit italienischer Staatsbürgerschaft herangezogen.
| Sprache     | 1981    | 1991    | 2001    | 2011    | 2024    |
| ----------- | ------- | ------- | ------- | ------- | ------- |
| Deutsch     | 99,16 % | 98,82 % | 98,47 % | 97,71 % | 96,62 % |
| Italienisch | 0,66 %  | 0,89 %  | 1,35 %  | 1,96 %  | 3,10 %  |
| Ladinisch   | 0,18 %  | 0,30 %  | 0,18 %  | 0,34 %  | 0,28 %  |

## Bildung
In der Gemeinde gibt es Bildungseinrichtungen für die deutsche Sprachgruppe. Zu diesen gehören ein Kindergarten in Prissian und eine Grundschule im Hauptort Tisens. Während in der Gemeinde keine Mittelschule angesiedelt ist, besteht hingegen mit der Fachschule für Hauswirtschaft „Frankenberg“ ein weiterführendes Angebot.

## Kultur und Sehenswürdigkeiten

### Historische Bauwerke
- Fahlburg
- Pfeffersburg (auch Ruine Kasatsch genannt)
- Schloss Katzenzungen mit der Versoaln-Rebe
- Zwingenburg
- Maria-Himmelfahrts-Kirche
- St. Hippolyt
- Wehrburg
- St.-Christoph-Kirche
- St.-Martins-Kirche
- St. Nikolaus in Gfrill
- St.-Sebastians-Kirche in Platzers
- St. Jakob in Grissian, laut dortiger originaler Inschrift am 12. Mai 1142 von Bischof Hartmann von Brixen geweiht[10]

### Besondere Veranstaltungen
- Keschtnriggl – bekanntes Kastanienfest
- Tisner Kirchtag
- Prissianer Gasslfest
- Grissianer Kirchtag

### Themenwege
- Filzkunstwanderweg im Tisner Wald
- Erlebniswanderweg im Tisner Wald
- Besinnungsweg zu den sieben Sakramenten in Grissian
- Besinnungsweg zum lichtreichen Rosenkranz in Naraun
- Schlossrundweg in Prissian

## Verkehr
Für den Kraftverkehr ist Tisens in erster Linie durch die SS 238 erschlossen, die von Lana zum Gampenpass ansteigt und dabei das Gemeindegebiet durchquert.

## Persönlichkeiten
- Carl Andrian (1680–1745), Jesuit und Historiker
- Ambrosius Steinegger (1833–1913), Benediktiner, Abt des Klosters Muri-Gries 1897–1913
- Michael Gamper (1885–1956), Priester und Publizist